# Grandilithus xiaohuangshan
Espèce
Grandilithus xiaohuangshan est une espèce d'araignées aranéomorphes de la famille des Phrurolithidae.

## Distribution
Cette espèce est endémique du Guangdong en Chine,. Elle se rencontre dans le xian de Ruyuan.

## Description
Le mâle holotype mesure 3,70 mm et la femelle paratype 4,78 mm.

## Systématique et taxinomie
Cette espèce a été décrite par Xu, Mu, Zhang et Zhang en 2023.

## Étymologie
Son nom d'espèce lui a été donné en référence au lieu de sa découverte, Xiaohuangshan.

## Publication originale
- Xu, Mu, Zhang & Zhang, 2023 : « Three new species of Grandilithus Liu & Li, 2022 (Araneae, Phrurolithidae) from southern China. » ZooKeys, vol. 1183, p. 205-217 (texte intégral).